# كتاب الثقافة الثالثة
الثقافة الثالثة: ما وراء الثورة العلمية (بالإنجليزية: The Third Culture : Beyond the Scientific Revolution)‏ هو كتاب من تأليف جون بروكمان عام 1995، يناقش فيه عمل مجموعة من العلماء مع أفكارهم الجديدة والمثيرة للمجتمع العام. أكمل جون بروكمان المواضيع الرئيسة التي طرحها في كتابه «الثقافة الثالثة» على موقع الويب الخاص ب (Edge Foundation)، الذي يقوم فيه القادة العلماء والمفكرين بالمساهمة في أفكارهم بالإنجليزية.
عنوان الكتاب يعود إلى تشارلس بيرسي سنو في عمله «الثقافتان والثورة العلمية» عام 1959، الذي وصف التضارب والخلاف بين الثقافات الإنسانية والعلوم.
المحتوى
23 شخصا ذُكروا في الكتاب سنة 1995
الفيزيائيّ بول دافيس
عالم الأحياء ريتشارد دوكينز
الفيلسوف دانيال دينيت
عالم الحفريات نيلز ألدريج
عالم في نظرية فوضى الكون (نظرية شواش) ج.دويني فارمر
عالم الفيزياء النظرية موري جيلمان
عالم الأحياء برايان غودوين
الجيولوجيّ / عالم الأحياء ستيفن جاي جولد
الفيزيائيّ آلان غوث
المخترع وليام داني هيليس
العالم النفسي النظريّ نيكولاس همفري
أخصائيّ الوراثة ستيف جونز
عالم الأحياء ستيوارت كوفمان
متخصص أنظمة معقدة كريستوفر لانغتون
عالم الأحياء لين مارغوليس
عالم الرياضيات وعالم الكمبيوتر مارفن مينسكي
الفيزيائي الرياضي روجر بنروز
العالم المعرفي ستيفن بينكر
الفيزيائيّ الفلكي النظري مارتن ريس
العالم المعرفي روجر شانك
عالم الفيزياء النظرية لي سمولين
عالم الأحياء فرانسيسكو فاريلا
عالم الأحياء التطوريّ جورج س. وليامز
أثّر الكتاب في الأدب العلمي الشعبي في أجزاء من العالم إلى جانب الولايات المتحدة الأمريكية. ألهم الكتاب في ألمانيا العديد من الصحف لتوحيد التقارير العلمية في أقسام أو أجزاء (مثل فرانكفورتر الجماينه تسايتونج (Frankfurter Allgemeine Zeitung)). في الوقت ذاته، نوقشت ثوابت وتأكيدات الكتاب كمصدر للخلاف والجدل، بالأخص التأكيد على أن «التفكير الثقافيّ الثالث» هو في المقام الأول للتنمية الأمريكية.